# Jackie Brown (Film)
Jackie Brown ist ein US-amerikanischer Kriminalfilm von Quentin Tarantino aus dem Jahr 1997, der auf dem Roman Rum Punch von Elmore Leonard basiert. Die Hauptrollen spielen Pam Grier, Samuel L. Jackson und Robert Forster. Zur Besetzung gehörten außerdem Robert De Niro, Bridget Fonda und Michael Keaton. Der Film gehört inhaltlich zum Genre der Heist-Movies. Der Film ist eine Hommage an Blaxploitation-Filme der 1970er Jahre, insbesondere an die Filme Coffy – die Raubkatze (1973) und Foxy Brown (1974), in denen Pam Grier ebenfalls die Hauptrolle spielte.
Die Premiere von Jackie Brown fand am 8. Dezember 1997 in New York City statt, am 25. Dezember 1997 startete der Film landesweit in den US-amerikanischen Kinos. Der Film startete am 16. April 1998 in den deutschen Kinos und wurde bereits im Februar 1998 bei den Internationalen Filmfestspielen in Berlin aufgeführt.

## Handlung
Die in Los Angeles wohnende 44-jährige Stewardess Jacqueline „Jackie“ Brown arbeitet für eine heruntergekommene mexikanische Fluggesellschaft. Um ihr mageres Einkommen aufzubessern, schmuggelt sie gelegentlich für den Waffenschieber Ordell Robbie Bargeld aus Mexiko in die USA.
Zu Beginn des Films erfährt Ordell, dass einer seiner Handlanger, Beaumont Livingston, wegen illegalen Waffenbesitzes festgenommen worden ist und wahrscheinlich zu einer langen Gefängnisstrafe verurteilt wird. Da er befürchtet, Beaumont könne zur Verringerung seines Strafmaßes mit dem Staatsanwalt eine Absprache treffen und gegen ihn aussagen, beauftragt er den Kautionsagenten Max Cherry, Beaumont vorerst aus dem Gefängnis zu holen. Als Beaumont entlassen wird, lockt Ordell ihn in eine Falle und erschießt ihn.
Bald darauf wird Jackie Brown am Flughafen von Ray Nicolette, einem Beamten des ATF, und Mark Dargus, einem Detective des LAPD, abgefangen. In ihrem Gepäck finden sie 50.000 US-Dollar Schwarzgeld, das sie für Ordell ins Land geschmuggelt hat, und ein Tütchen Kokain. Die beiden bieten ihr an, sie laufen zu lassen, falls sie der Polizei hilft, ihren Auftraggeber zu fassen. Als Jackie ablehnt, kommt sie ins Gefängnis.
Ordell geht wieder zu Max und bittet ihn diesmal, Jackie gegen Kaution aus der Haftanstalt zu holen. Der Kautionsagent möchte die Stewardess warnen, damit sie nicht das gleiche Schicksal erleidet wie Beaumont, und holt sie persönlich vom Gefängnis ab. Später am Abend sucht Ordell Jackie auf, um sie umzubringen. Mithilfe eines Revolvers, den sie Max gestohlen hat, gelingt es Jackie jedoch, den Spieß umzudrehen. Sie verspricht Ordell, der Polizei nur scheinbar zu helfen und stattdessen sein gesamtes Depot von 550.000 US-Dollar für ihn in die USA zu schmuggeln. Dazu engagiert Ordell weitere Helfer: eine seiner Freundinnen, Melanie Ralston, seinen früheren Zellennachbarn, den Berufsverbrecher Louis Gara, und die naive Sheronda.
Die beiden Polizisten bereiten einen Coup vor, bei dem sie Ordell festnehmen wollen. Der heckt unterdessen einen Plan aus, wie er die Behörden hinters Licht führen kann, indem er das Geld abzweigt, bevor es zu einer Festnahme kommen kann. Jackie indes will mit Max’ Hilfe beide Seiten in die Irre führen, um die halbe Million US-Dollar selbst zu kassieren.
In dem Einkaufszentrum Del Amo Fashion Center kommt es schließlich zum Showdown: Jackie übergibt Melanie in einer Umkleidekabine eine Einkaufstasche, in der sich 50.000 US-Dollar befinden. Die restlichen 500.000 US-Dollar versteckt sie in der Kabine, damit Max sie später holen kann. Sie erklärt Ray Nicolette, Melanie sei mit dem gesamten Geld geflüchtet. Louis, der Melanie zum Übergabeort begleitet hat, ist von ihren ständigen Sticheleien über seine Unzulänglichkeiten völlig entnervt und erschießt sie im Affekt auf dem Parkplatz. Dann fährt er zum vereinbarten Treffpunkt und nimmt Ordell in dem Wagen mit. Weil Louis ihm aber nur einen Bruchteil des Geldes geben kann, erschießt ihn Ordell.
Jackie und Max locken Ordell wenig später in Max’ Büro, indem sie ihm den Rest des Geldes versprechen. Dort wird er von Ray, der sich im Büro versteckt hat, erschossen. Für die Polizei ist der Fall damit erledigt. Sie ahnt nicht, dass Max und Jackie gemeinsame Sache gemacht und den größten Teil des Geldes beiseitegeschafft haben. Jackie möchte künftig in Spanien leben. Kurz vor ihrem Abflug fragt sie Max, ob er mitkommen möchte, was er zunächst ablehnt. Als ihm doch noch Zweifel kommen, ist sie schon auf und davon.

## Synchronisation
Der Film wurde bei der Hermes Synchron vertont. Andreas Pollak schrieb das Dialogbuch und führte die Dialogregie.
| Rolle                | Schauspieler      | Synchronsprecher    |
| -------------------- | ----------------- | ------------------- |
| Jackie Brown         | Pam Grier         | Astrid Bless        |
| Ordell Robbie        | Samuel L. Jackson | Thomas Petruo       |
| Max Cherry           | Robert Forster    | Gunter Schoß        |
| Melanie Ralston      | Bridget Fonda     | Petra Barthel       |
| Ray Nicolette        | Michael Keaton    | Joachim Tennstedt   |
| Louis Gara           | Robert De Niro    | Christian Brückner  |
| Mark Dargus          | Michael Bowen     | Erich Räuker        |
| Beaumont Livingston  | Chris Tucker      | Torsten Michaelis   |
| Sheronda             | LisaGay Hamilton  | Andreschka Großmann |
| Winston              | Tommy Lister Jr.  | Tilo Schmitz        |
| Richter              | Sid Haig          | Horst Lampe         |
| Pflichtverteidigerin | Denise Crosby     | Heike Beeck         |

## Hintergrund

### Produktion
Nach Reservoir Dogs und Pulp Fiction erwarben Quentin Tarantino und Roger Avary die Rechte an mehreren Romanen von Elmore Leonard: Freaky Deaky, Killshot und Rum Punch. Tarantino wollte zunächst die ersten beiden Romane verfilmen und den dritten Roman einem anderen Regisseur anvertrauen. Er änderte schließlich seine Meinung und konzentrierte sich auf die Verfilmung von Rum Punch. Killshot wurde später vom Produzenten Lawrence Bender verfilmt.
Quentin Tarantino nahm sich einige Freiheiten mit der Romanvorlage: Im Roman heißt die Heldin Jackie Burke, eine weiße Frau mit kurzen braunen Haaren. Die Figur Jackie Brown schrieb Tarantino speziell für Pam Grier um. Als er zum ersten Mal das Buch Rum Punch gelesen hatte, war ihm zunächst nicht aufgefallen, dass Jackie Burke eine Weiße ist. Diesen Fehler bemerkte er erst, als er das Drehbuch schrieb und dafür den Roman noch einmal Wort für Wort durchging. Unabhängig davon änderte er auch die Namen einiger Charaktere, strich einige Passagen und verlegte den Schauplatz von Miami nach Los Angeles, weil er diesen Ort besser kannte. Zunächst zögerlich, legte Tarantino kurz vor den Dreharbeiten sein Drehbuch Elmore Leonard vor. Elmore Leonard war von dem Drehbuch begeistert und hielt es für die beste Verfilmung seiner Romane.

### Besetzung
Tarantino wollte unbedingt Pam Grier als Hauptdarstellerin gewinnen. Sie hatte zuvor für die Rolle der Jody in Pulp Fiction vorgesprochen, aber Tarantino glaubte nicht, dass das Publikum es plausibel finden würde, wenn Eric Stoltz sie anschreien würde – die schließlich von Rosanna Arquette gespielt wurde. Grier erwartete nicht, dass Tarantino sie nach dem Erfolg von Pulp Fiction kontaktieren würde. Als sie zum Vorsprechen für Jackie Brown erschien, hatte Tarantino mehrere Poster zu Filmen in seinem Büro hängen, bei denen sie mitgespielt hatte.
Robert Forster hatte zuvor bei Reservoir Dogs für die Rolle als Joe Cabot vorgesprochen, die schließlich an Lawrence Tierney vergeben wurde. Tarantino versprach ihm daraufhin, dass er für einen späteren Film eine Rolle bekommen werde. Als Tarantino am Drehbuch zu Jackie Brown schrieb, traf er Forster zufällig in einem Restaurant und erzählte ihm von seinem Filmprojekt. Nach dem Gespräch wollte er ihn unbedingt für die Rolle als Max Cherry engagieren, da er die Figur am besten verkörpern würde. Für die Rolle als Max Cherry wurden auch die Schauspieler Paul Newman, Gene Hackman und John Saxon in Betracht gezogen. Ursprünglich sollte Sylvester Stallone die Figur Louis Gara spielen, doch er lehnte ab und die Rolle wurde schließlich an Robert De Niro vergeben. Robert De Niro wollte wiederum Max Cherry spielen, diese Rolle hatte Tarantino bereits an Forster vergeben. Da beide an einer Zusammenarbeit interessiert waren, nahm De Niro die Rolle als Louis Gara an.
Samuel L. Jackson, der bereits in Pulp Fiction als Jules Winnfield eine tragende Rolle gespielt hatte, bekam die Rolle des Waffenhändlers Ordell Robbie. Jackson selbst hatte die Idee, dass seine Figur lange Haare und einen geflochtenen Bart trägt, da er ein großer Fan von alten Kung-Fu-Filmen aus den 1970er Jahren ist (Hongkong-Film).
Die Figur Ray Nicolette sollte ursprünglich von John Travolta gespielt werden. Die Rolle übernahm Michael Keaton, der die Rolle des Polizisten Ray Nicolette auch in einem anderen Film spielt, der auf einem Roman von Elmore Leonard basiert: Out of Sight (1998) von Steven Soderbergh. Dort ist die Figur allerdings nicht für das ATF, sondern für das FBI tätig. Michael Keaton spielt also zweimal die gleiche Rolle in zwei verschiedenen Filmen, obwohl die Filme von zwei verschiedenen Studios produziert wurden. Keaton wollte zuerst die Rolle nicht annehmen, da er nicht wusste, wie er die Figur darstellen sollte. Bei einem weiteren Treffen konnte Tarantino ihn schließlich überzeugen.
Bridget Fonda und Tarantino saßen zufällig im gleichen Flugzeug und unterhielten sich über vergangene sowie zukünftige Filmprojekte. Er sprach darüber, dass er an einem Drehbuch arbeite und sagte ihr, dass er beim Schreiben einer Figur an sie gedacht habe. Fonda, die Tarantino zunächst nicht glauben wollte, nahm Monate später am Vorsprechen teil und bekam die Rolle als Melanie Ralston.
In einer aus dem Film geschnittenen Szene spielt Laura Lovelace als Kellnerin in einem Café. Eine ähnliche Rolle spielte sie bereits am Anfang von Pulp Fiction, wo sie den von Amanda Plummer und Tim Roth gespielten Charakteren Kaffee servierte.

### Dreharbeiten
Die Dreharbeiten fanden von Mai bis August 1997 ausschließlich im US-Bundesstaat Kalifornien statt: in Carson, Compton, Hawthorne, Torrance (Del Amo Fashion Center), Los Angeles und dessen Flughafen Los Angeles International Airport.

### Musik und Soundtrack
Wie bei Reservoir Dogs und Pulp Fiction enthält der Film ausschließlich Musik, die nicht speziell für den Film komponiert wurde. Stattdessen verwendete Tarantino Musik aus verschiedenen Genres und anderen Filmen. Als Jackie Brown ins Gefängnis kommt, läuft dazu das Lied Longtime Woman. Es wurde von Pam Grier bereits in The Big Doll House gesungen und lief dort ebenfalls, als die Hauptfigur inhaftiert wurde.
Das Album zum Film wurde 1997 unter dem Titel Jackie Brown: Music from the Miramax Motion Picture veröffentlicht, dort befinden sich neben der Filmmusik auch einzelne Textausschnitte und Dialoge im englischen Originalton. Mehrere Songs, die im Film verwendet wurden, wurden nicht auf dem Soundtrack veröffentlicht. Wie die Instrumentals Brawling Broads, Exotic Dance und Aragon von Roy Ayers, die ursprünglich 1973 in Coffy – die Raubkatze zu hören waren.
Trackliste
1. Across 110th Street von Bobby Womack – 3:48
2. Beaumont’s Lament (Dialogausschnitt mit Samuel L. Jackson und Robert De Niro) – 0:50
3. Strawberry Letter 23 von Brothers Johnson – 4:58
4. Melanie, Simone and Sheronda (Dialogausschnitt mit Samuel L. Jackson und Robert De Niro) – 0:32
5. Who Is He (And What Is He To You?) von Bill Withers – 3:12
6. Tennessee Stud von Johnny Cash – 2:54
7. Natural High von Bloodstone – 4:54
8. Long Time Woman von Pam Grier – 2:52
9. Detroit 9000 (Dialogausschnitt mit Council Cargle) – 0:07
10. (Holy Matrimony) Letter to the Firm von Foxy Brown – 3:26
11. Street Life von Randy Crawford – 4:18
12. Didn’t I Blow Your Mind This Time von The Delfonics – 3:21
13. Midnight Confessions von The Grass Roots – 2:43
14. Inside My Love von Minnie Riperton – 3:56
15. Just Ask Melanie (Dialogausschnitt mit Samuel L. Jackson, Robert De Niro und Bridget Fonda) – 0:43
16. The Lions And The Cucumber von The Vampire Sound Incorporation – 5:07
17. Monte Carlo Nights von Elliot Easton’s Tiki Gods – 3:25

### Trivia
- In dem Film wurden echte Geldscheine verwendet.[3]
- Die erste Sequenz in Jackie Brown ist eine Hommage an Die Reifeprüfung: Dustin Hoffman fährt dort am Anfang ebenfalls auf einem Laufband durch den Los Angeles International Airport, an weißen Fliesen vorbei, während dazu der Song The Sound of Silence von Simon & Garfunkel zu hören ist. In Jackie Brown fährt Pam Grier an derselben Stelle an mehrfarbigen Fliesen vorbei, zum Song Across 110th Street von Bobby Womack, der aus dem gleichnamigen Film stammt, der ebenso wie Coffy und Foxy Brown zum Blaxploitation-Genre gehört.
- Als Ordell den entlassenen Beaumont Livingston in seinem Apartment besucht, schaut sich Beaumont gerade das Interview mit Tony Curtis in der The Late Late Show (damals mit Tom Snyder) an.
- Während Max Cherry vor dem Gefängnis auf die Entlassung von Jackie Brown wartet, liest er Berlin Game von Len Deighton.
- Anachronismus-Filmfehler:
  - Der Film spielt 1995, der Kalender in Jackies Küche ist aber von 1997 (das Erscheinungsjahr des Films), der Kalender „South Bay Crime Statistics“ in Max Cherrys Kautionsbüro von 1996. Auch wirbt ein Software-Laden für 688 Hunter/Killer, das wie Ordells Handy (Motorola StarTAC) erst im Jahr 1996 auf den Markt kam. Beim ersten Verhör von Jackie werfen die Polizisten ihr eine Strafe aus dem Jahr 1985 vor. Danach erwähnen sie, dass es jetzt 13 Jahre später ist, demnach wäre es 1998.
  - Als Max Cherry Jackie Brown aus dem Gefängnis abholt, zeigt er ihr seinen Ausweis, darauf steht das Geburtsdatum 15. März 1948. Dieses Datum kann aber nicht stimmen, denn am Ende des Films sagt Cherry, er sei 56 Jahre alt. Da der Film 1995 spielt, müsste sein Geburtsjahr dann aber 1939 sein.
- Louis und Melanie sehen in einer Szene den Film Der Tollwütige und reden über Helmut Berger. Im Abspann dankt Tarantino Berger für sein Mitwirken in Der Tollwütige.
- Quentin Tarantino hat einen Cameoauftritt als Stimme auf Jackies Anrufbeantworter. Es ist der erste Film von Tarantino, in dem er selbst nicht zu sehen ist.
- Jackie isst einen Snack von Teriyaki Donut. In Pulp Fiction hat Marsellus Wallace dort eingekauft, bevor er von Butch überfahren wird. Der Anzug, den sich Jackie kauft, sieht genauso aus wie der, den Mia Wallace in Pulp Fiction trägt.
- In der ersten Einkaufszentrum-Szene verlässt Max Cherry einen Kinosaal. Im Hintergrund läuft die Abspannmelodie des Films – es ist die des Abspanns aus Jackie Brown.
- Bei der ersten Geldübergabe von 10.000 US-Dollar im Del Amo Fashion Center isst Jackie wieder einen Snack von Teriyaki Donut. Dann kommt Sheronda und setzt sich an den Tisch. Sie hat ein Tablett mit Essen von Acuna Boys dabei. Acuna Boys kommt auch in Death Proof vor, als dort Arlene einen Becher dieser fiktiven Burger-Kette in der Hand hält.[8]
- Als Max Cherry die „Strandtüte seiner Frau“ aus der Umkleidekabine abholt und Geldscheine eines Bündels durch die Finger gleiten lässt, tauchen mehrere Geldscheine auf, die in der oberen linken Ecke mit dem Punkt eines grünen Filzstifts versehen sind, so wie Ray Nicolette die Scheine der kleineren Summe 50.000 US-Dollar markiert hat; die Bündel dieser Summe legt Jackie Brown aber in die Einkaufstüte, die Melanie Ralston mitnimmt.

## Rezeption

### Allgemein
Bei seiner Veröffentlichung wurde der Film von den meisten Kritikern gelobt, einflussreiche Kritiker wie Roger Ebert waren vom Film begeistert. Der Film war ein kommerzieller Erfolg und brachte die schwächelnde Karriere vieler Darsteller wieder in Schwung. Pam Grier und Robert Forster waren zum Zeitpunkt der Veröffentlichung des Films altgediente Schauspieler, die seit vielen Jahren keine Hauptrollen mehr gespielt hatten. Der Erfolg von Jackie Brown belebte die Karrieren der beiden erheblich. Forster wurde 1998 für den Oscar als bester Nebendarsteller nominiert, während Samuel L. Jackson und Pam Grier für die Golden Globes nominiert waren.
Jedoch war Tarantino über die Nominierungen überrascht und verärgert, dass Pam Grier keine Oscar-Nominierung erhalten hat:

„Ich wollte, dass Robert für den Oscar nominiert wird. Aber es war lustig, denn ich wollte Pam, Samuel und Robert unbedingt für den Oscar nominiert sehen. […] Pam und Sam wurden beide für einen Golde Globes nominiert. Das freute mich für sie, aber es war so, dass [Robert] es am meisten von den dreien brauchte. Dann kamen die SAG-Awards, und Pam und Samuel wurden für einen SAG-Award nominiert. Aber Robert wurde nicht nominiert. […] Pam und Samuel wurden nicht für einen Oscar nominiert, Robert aber schon. Das schockierte mich, ich war wirklich überrascht. Und es war seltsam, denn ich war wirklich glücklich, dass Robert für einen Oscar nominiert wurde, aber ich war traurig, dass Pam nicht nominiert wurde. Und auch, dass Samuel nicht nominiert wurde, aber Samuel ist groß im Filmgeschäft tätig. […] Pam sollte die erste schwarze oscargekrönte Schauspielerin werden. Die Tatsache, dass sie nicht mal nominiert wurde, führt mich zu der Annahme, dass Spike Lee vielleicht recht haben könnte. Wer war in dem Jahr besser als sie? Ich weiß es nicht.“

Samuel L. Jackson nannte Jackie Brown als seinen Lieblingsfilm von Quentin Tarantino. In der Late-Night-Show The Tonight Show Starring Jimmy Fallon nannte Jackson seine Rolle des Ordell Robbie als eine seiner Lieblingsrollen, die er je gespielt hat.

### Streit zwischen Quentin Tarantino und Spike Lee
Der Film gilt als Beginn einer erbitterten Fehde zwischen Spike Lee und Quentin Tarantino. Als Jackie Brown veröffentlicht wurde, kritisierte der Regisseur Spike Lee Tarantino für den exzessiven Gebrauch des rassistischen Wortes „Nigger“ – das Wort wird 38 Mal im gesamten Film verwendet. So sagte Spike Lee in einem Variety-Interview: „Ich bin nicht gegen das Wort, und ich benutze es, aber nicht exzessiv. Und manche Leute sprechen so. Aber Quentin ist vernarrt in dieses Wort. Was will er denn werden – ein Ehrenschwarzer? Und er benutzt es in all seinen Filmen: Pulp Fiction und Reservoir Dogs. Ich möchte, dass Quentin weiß, dass nicht alle Afroamerikaner dieses Wort für trendy oder schick halten.“ Spike Lee traf sich mit den Produzenten des Films, Harvey Weinstein und Lawrence Bender, um sein Anliegen zu besprechen. Beide Produzenten versuchten, zwischen Spike Lee und Quentin Tarantino zu vermitteln. Wenige Tage später verteidigte sich Tarantino in einem Interview mit Charlie Rose: „Als Autor verlange ich das Recht, jede Figur in der Welt zu schreiben, die ich schreiben will. Und zu sagen, dass ich das nicht tun kann, weil ich weiß bin […] das ist rassistisch.“ Tarantinos Entscheidung, das Wort mehrmals im Film zu verwenden, wurde vom Schauspieler Samuel L. Jackson, verteidigt: „Eine Filmfigur muss reden, wie sie auch in Wirklichkeit redet. Spike Lee hat das Wort Nigger nicht gepachtet. Kennen Sie das eigentliche Problem? Das eigentliche Problem ist, dass Jackie Brown ein ziemlich guter schwarzer Film ist. Spike Lee hat schon lange keinen mehr gemacht.“

### Einspielergebnisse
Der Film spielte weltweit rund 74,7 Millionen US-Dollar an den Kinokassen ein, davon rund 39,7 Millionen US-Dollar in den Vereinigten Staaten. Die Produktionskosten betrugen rund 12 Millionen US-Dollar. Obwohl der Film ein kommerzieller Erfolg ist, sind die Einnahmen geringer als bei Pulp Fiction – dem vorherigen Film des Regisseurs –, der weltweit ca. 214 Millionen US-Dollar einspielte.

### Kritiken
Jackie Brown erhielt überwiegend positive Kritiken, der Film konnte 88 Prozent der Kritiker bei Rotten Tomatoes überzeugen (von insgesamt 96 Kritikern, Stand 14. November 2023). Im Konsens heißt es dort: „Obwohl etwas träge im Tempo, erweist sich Jackie Brown als effektives Star-Vehikel für Pam Grier und bietet den üblichen Tarantino-Witz und Charme.“ Im Jahr 2008 rangierte das Empire-Magazin den Film auf Platz 215 in seiner Liste der 500 besten Filme aller Zeiten; Jackie Brown sei bei „seinem Erscheinen unterschätzt und wunderbar gealtert“.
Roger Ebert gab ihm vier von vier Sternen und schrieb: „Man genießt jeden Moment von Jackie Brown. Diejenigen, die sagen, er sei zu lang, haben eine filmische Aufmerksamkeitsstörung entwickelt. Ich wollte, dass diese Figuren stundenlang leben, reden, betrügen und intrigieren.“ Ebert lobte auch Tarantinos Talent, die richtige Besetzung zum Film zu finden: „Wenn Tarantinos Stärken die Dialoge und der Plot sind, ist seine Gabe die Besetzung.“ Er stufte Jackie Brown auch als einen der besten Filme des Jahres 1997 ein. Adam Smith vom Empire-Magazin lobt Tarantino dafür, dass er bewusst keinen weiteren Pulp Fiction drehte und eine „viel nachdenklichere, insgesamt weniger hektische Adaption des Elmore Leonard-Romans Rum Punch abliefert“. Tarantino hole aus dem Schauspiel-Ensemble „gleichmäßig starke Leistungen heraus“. Mick LaSalle von der San Francisco Chronicle fand Jackie Brown „Szene für Szene“ zwar amüsant, „aber nach zwei Stunden wirkt er träge; und zu diesem Zeitpunkt hat er noch eine halbe Stunde vor sich.“ Laut James Berardinelli „werden diejenigen, die einen weiteren bravourösen Auftritt von Tarantino erwarten, die Kinosäle enttäuscht verlassen. Im Großen und Ganzen ist Jackie Brown ein ziemlich gewöhnlicher Kriminalfilm“. Denn dem Film fehle „die schiere, unverblümte Überschwänglichkeit, die Reservoir Dogs und vor allem Pulp Fiction auszeichnete. Die größtenteils geradlinige Chronologie von Jackie Brown passt nicht zu dem nicht-linearen Stil von Tarantinos früheren Arbeiten […] und es gibt diesmal nicht annähernd so viele köstlich schräge Konversationen“. Zwar sei der Film ein „unterhaltsamer Zeitvertreib“, jedoch „kein Meisterwerk und schon gar kein Oscar-Anwärter“.

„Ein in betont ruhigem Tempo erzähltes Caper-Movie, das sich mit ebenso viel skurrilem Humor wie beharrlicher Aufmerksamkeit reizvoll auf die Figuren und ihre charakterlichen Besonderheiten einlässt, darüber freilich die zügigere Entwicklung der Handlung vernachlässigt. Der Film lebt vor allem von seinen zahlreichen pointierten Anspielungen auf Erscheinungen der populären (Musik‑)Kultur.“

### Auszeichnungen
| Preis                                | Datum der Verleihung | Kategorie                                      | Empfänger         | Resultat  |
| ------------------------------------ | -------------------- | ---------------------------------------------- | ----------------- | --------- |
| Academy Awards                       | 23. März 1998        | Bester Nebendarsteller                         | Robert Forster    | Nominiert |
| Internationale Filmfestspiele Berlin | 11.–22. Februar 1998 | Goldener Bär (Bester Langfilm)                 | Quentin Tarantino | Nominiert |
| Internationale Filmfestspiele Berlin | 11.–22. Februar 1998 | Silberner Bär (Bester Darsteller)              | Samuel L. Jackson | Gewonnen  |
| Chicago Film Critics Association     | 1. März 1998         | Beste Hauptdarstellerin                        | Pam Grier         | Nominiert |
| Chicago Film Critics Association     | 1. März 1998         | Bester Nebendarsteller                         | Robert Forster    | Nominiert |
| Golden Globe Award                   | 18. Januar 1998      | Bester Hauptdarsteller – Komödie oder Musical  | Samuel L. Jackson | Nominiert |
| Golden Globe Award                   | 18. Januar 1998      | Beste Hauptdarstellerin – Komödie oder Musical | Pam Grier         | Nominiert |
| Saturn Award                         | 10. Juni 1998        | Beste Hauptdarstellerin                        | Pam Grier         | Nominiert |
| Saturn Award                         | 10. Juni 1998        | Bester Nebendarsteller                         | Robert Forster    | Nominiert |
| Screen Actors Guild Award            | 8. März 1998         | Beste Hauptdarstellerin                        | Pam Grier         | Nominiert |